# Хапсагай
Хапсагай (якут. хапсаҕай — проворный, ловкий, хваткий) — якутское национальное единоборство, борьба.

## Этимология
Существует несколько версий происхождения названия борьбы. По мнению Н. С. Григорьева, автора «Фразеологического словаря якутского языка», слово образовано из основы хапса (ловить, хватать, схватить) и старомонгольской приставки ҕай, означающей какое-либо действие, то есть возможный вариант перевода может быть «схвати и действуй». «Толковый словарь якутского языка» также определяет хапсаҕай как сочетание двух слов: хап (ловкость, быстрота, сила, выносливость) и саҕай (бросай, кидай). Т. И. Петрова в «Кратком якутско-русском словаре» переводит слово как проворный, ловкий, быстрый, и определяет слово, как неделимое. Э. К. Пекарский в «Словаре якутского языка» выдвигает версию происхождения слова хапсаҕай (хабыс + аҕай) от тюркского «капчаҕай», «капшаҕай» (быстрый, проворный), сравнимо с бурятским «габшагай» — ловкий, хваткий, подхватывать, увертка. По мнению кандидата культурологии Н. С. Попова, хапсаҕай — это исконно якутское слово, нераздельное, подвид слов хапсыҕыы, хапсыҕар (столкновение, сталкиваться).

## История
Хапсагай имеет древнюю историю, и установить, когда установились правила борьбы вряд ли представляется возможным. Уже в известном героическом эпосе олонхо дано описание победы богатыря «среднего мира» над представителями «тёмной силы» при помощи приёмов борьбы хапсагай.
По преданиям, ещё в древности у якутов существовала система воспитания и подготовки воинов, которые составляли отдельную касту. Одним из составляющей такой подготовки являлось умение вести борьбу без оружия. Ребёнка, отобранного в касту воинов (нареченного стать боотуром) обучали различным воинским умениям и развивали соответствующие физические навыки, в том числе, премудростям национальной борьбы. Секреты мастерства и способы подготовки к состязаниям каждая семья держала в тайне.
Первое упоминание о хапсагае на русском языке имеется в трудах этнографа Г. Ф. Миллера, который дал подробное описание Ысыаха, проведённого 31 мая 1737 года в 14 верстах от Якутска, и в ходе которого прошли состязания по борьбе хапсагай. Затем упоминания о соревнованиях по этой борьбе встречались в «Трудах Второй Камчатской экспедиции» И. Г. Гмелина, в работах академика А. Д. Мидлендорфа, у писателя-декабриста А. А. Бестужева-Марлинского.
В старину соревнования по хапсагаю устраивались во время праздников, главным из которых являлся Ысыах, на свадьбах (Уруу) знатных родов, во время осенней подлёдной ловли рыбы (Мунха), во время скачек лошадей. Борцы (даадары), по традиции покрытые бычьей кожей (с тем, чтобы соперники не видели друг друга) выходили из берестяных чумов на поляну, в круг сидящих зрителей. Арбитр, избираемый из почётных гостей, выводил борцов на середину круга, сбрасывал с них покрывало, и начиналась схватка.
Один из очевидцев, наблюдавший хапсагай во второй половине XVIII века писал: 

«раздевшись донага, только оставив на себе одни штаны, и с разбега соединясь друг с другом и ударя одним другого по бокам, а потом ухватясь за свои штаны и ногами сплетясь, бросают о землю»— http://www.knyazev-dojo.ru/xapsagaj/
Ограничений по времени схватки не существовало: она могла длиться по нескольку часов, а иногда «когда спор бывал особенно принципиален — случалось, продолжался в течение целого дня», и даже продолжалась на следующий день.
Призом победителю соревнований традиционно служила мюсэ — варёная бедренная кость жеребца с мясом в верхней части. Впрочем, существовали и другие варианты наград, так И. А. Худяков, отбывавший ссылку в Верхоянске с 1867 по 1876 годы, описывал что побеждённому показывали оскорбительный кукиш, запачканный землёй, а победителю наливали чарку кумыса или водки, исполняли песню в его честь.
В конце XIX века и начале XX века наблюдалось активизация увлечения хапсагаем на всей территории нынешней Якутии, появились известные мастера хапсагая. В 1932 году состоялись первые официальные соревнования по хапсагаю, которые были приурочены к десятилетнему юбилею образования автономной республики и после этого соревнования проводились систематически, как на праздниках, так и в ходе Всеякутских Спартакиад. К участию в соревнованиях были допущены и женщины, так в 1944 году соревнование женщин было включено в программу летней республиканской спартакиады Якутской АССР.
Во времена СССР, соревнования по борьбе хапсагай среди мужчин регулярно проводились сельским ДСО «Урожай» в четырёх возрастных группах: 18-35 лет, 35-40 лет, 40-45 лет и свыше 45 лет.
В 1992 году была образована ассоциация «Сахаада-спорт», объединяющая восемь федераций по национальным видам спорта, включая хапсагай, а соревнования по этой борьбе проводятся под эгидой Федерации спортивной борьбы Республики Саха (Якутии) по борьбе хапсагай. 25 октября 2010 года хапсагай был признан Международной федерацией объединённых стилей борьбы (FILA), в результате чего был подписан договор между FILA и Ассоциацией национальных видов спорта и игр народов Якутии «Сахаада-спорт», в соответствии с которым борьба хапсагай вошла в FILA на правах официально признанного вида борьбы и может распространяться по всему миру. В 2011 году хапсагай вызвал большой интерес федерации борьбы Бенина, и письмом президента этой федерации, хапсагай был признан и была выражена готовность стать базовым центром культивирования борьбы в Африке. С 22 по 25 декабря 2011 года должен был пройти первый чемпионат Африки по хапсагаю.
После 2000 года ежегодно проводятся около двадцати соревнований республиканского уровня с мастерским нормативом.

## Правила
Борцы обнажены до пояса, ниже пояса одеты в трусы или трико, как правило обуты в борцовки. Ранее, независимо от времени года, борцы боролись разутыми и одетыми только в шорты из ровдуги (мягкой кожи лося без шерсти). Схватки могут проводиться и на поляне, поросшей травой, но в настоящее время официальные схватки проводятся на борцовском ковре, диаметром 10 метров.
Любое касание борцом земли (ковра) какой-либо частью тела, кроме ступней, влечёт поражение. Исключение в современных правилах составляет касание земли (ковра) одной рукой, за что засчитывается штраф в 1 балл; касание двумя руками уже влечёт поражение. При проведении приёма атакующий борец должен остаться на ногах. Борьбы в партере в хапсагае не имеется.
В борьбе разрешены любые захваты за любую часть тела, исключая пальцы рук и ног. Захваты борцов, как правило неглубокие, в ходе схватки большое значение имеет активная работа ног. В арсенале борцов имеются подсечки, подножки, обвивы, зацепы, выхваты, отхваты, подсады и иные различные броски. Так, распространёнными приёмами являются сваливание соперника захватом головы и ноги (тюргэн) и передняя подсечка (халбарыйан тэбии). Многие приёмы соединены в многоступенчатые комбинации. В технике хапсагая следует выделить оригинальное исполнение проходов в ноги и бросков через грудь (халбарыйыы). Проходы в ноги выполняются исключительно с наклоном и нырками: исполнение прохода в полёте или в падении влечёт проигрыш в схватке, поскольку атакующий так или иначе коснётся поверхности. Тем же самым обусловлено выполнение бросков через грудь, которые в греко-римской и вольной борьбе (броски прогибом), дзюдо и самбо выполняются в падении, с большой амплитудой, а в хапсагае это невозможно. Поэтому выработана оригинальная техника таких бросков, позволяющая атакующему остаться на ногах.
Продолжительность схватки ограничена 10 минутами, для взрослых это обычно 5 минут + 2 минуты в случае, если победитель не выявлен в основное время, для старших юношей 5 минут, для младших юношей — 4 минуты.. Исход схватки — это победа одного из борцов или объявление обоих борцов проигравшими ввиду пассивного ведения борьбы.
До 1955 года в хапсагае не было разделения на весовые категории. С 1955 года взрослые борются в категориях до 53, 58, 64, 72, 80 килограммов и свыше 80 килограммов. У юношей и ветеранов разделение на категории другое.

## Производные хапсагая
Кроме описанного хапсагая, как спортивной борьбы, существуют другие варианты хапсагая.
Так, в последнее время развивается известное с древности групповое направление борьбы, или хомуур хапсагай. В команде должно быть не менее пяти борцов в различных весовых категориях (например, двое до 70 килограммов и трое — свыше 70 килограммов). Соревнование начинают по одному борцу от каждой команды (по жребию). Затем борются по 2 борца от каждой весовой категории, следующим этапом борются по 3 борца от каждой команды, и наконец, в финальной схватке выходят все борцы противоборствующих команд — «стенка на стенку».
Ещё одним видом «хапсагая» является разработанный недавно хабыр хапсагай. Правила здесь не отличаются от ушу-саньда.

## Хапсагай и вольная борьба
Многие известные якутские борцы вольного стиля с детства занимались хапсагаем, что наложило отпечаток на их стиль борьбы. Так, Роман Дмитриев, чемпион и призёр Олимпийских игр и Павел Пинигин, чемпион Олимпийских игр, обучались хапсагаю. Роман Дмитриев в основу своего атакующего стиля положил чисто национальные приёмы и своей первой победе над иранским борцом Джавади на престижном международном турнире в Тбилиси он был обязан приёмам хапсагая.